# Арколе
Арколе (итал. Arcole) је насеље у Италији у округу Верона, региону Венето.
Према процени из 2011. у насељу је живело 3654 становника. Насеље се налази на надморској висини од 27 м.

## Становништво
| 1931. | 1936. | 1951. | 1961. | 1971. | 1981. | 1991. | 2001. | 2011. |
| ----- | ----- | ----- | ----- | ----- | ----- | ----- | ----- | ----- |
| 4.286 | 4.223 | 4.436 | 3.824 | 3.773 | 4.423 | 4.633 | 5.274 | 6.144 |

## Партнерски градови
- Кадне